# 旧加藤商会ビル
旧加藤商会ビル（きゅうかとうしょうかいビル）は、愛知県名古屋市中区錦1丁目15-17にある建築物。登録有形文化財。
堀川に架かる納屋橋東詰北側、広小路通と木挽町通の交差点にある。1931年（昭和6年）に加藤勝太郎によって株式会社加藤商会本社として建てられ、1935年（昭和10年）から1945年（昭和20年）にはシャム国領事館も置かれた。2005年（平成17年）からはタイ料理店とギャラリーが入っている。

## 歴史

### 旧社屋
加藤勝太郎は愛知県中島郡大里村（現・稲沢市）出身の貿易商である。愛知県名古屋商業学校（現・名古屋市立名古屋商業高等学校）を卒業後、イギリス領香港などで6年間研鑽を積んだ後、1912年（大正元年）に帰国して輸出入に携わっていた。
1918年（大正7年）、加藤勝太郎によって名古屋市西区木挽町8-22に加藤商会の本店が新築された。加藤商会は名古屋港から輸入される外米の8割を扱っていたとも言われる商社である。
堀川に架かる納屋橋東詰北側、広小路通と木挽町通の交差点にあり、煉瓦造で地上3階・地下1階建ての建物だった。なお、納屋橋が近代的な鋼製アーチ橋に架け替えられたのは1913年（大正2年）のことである。

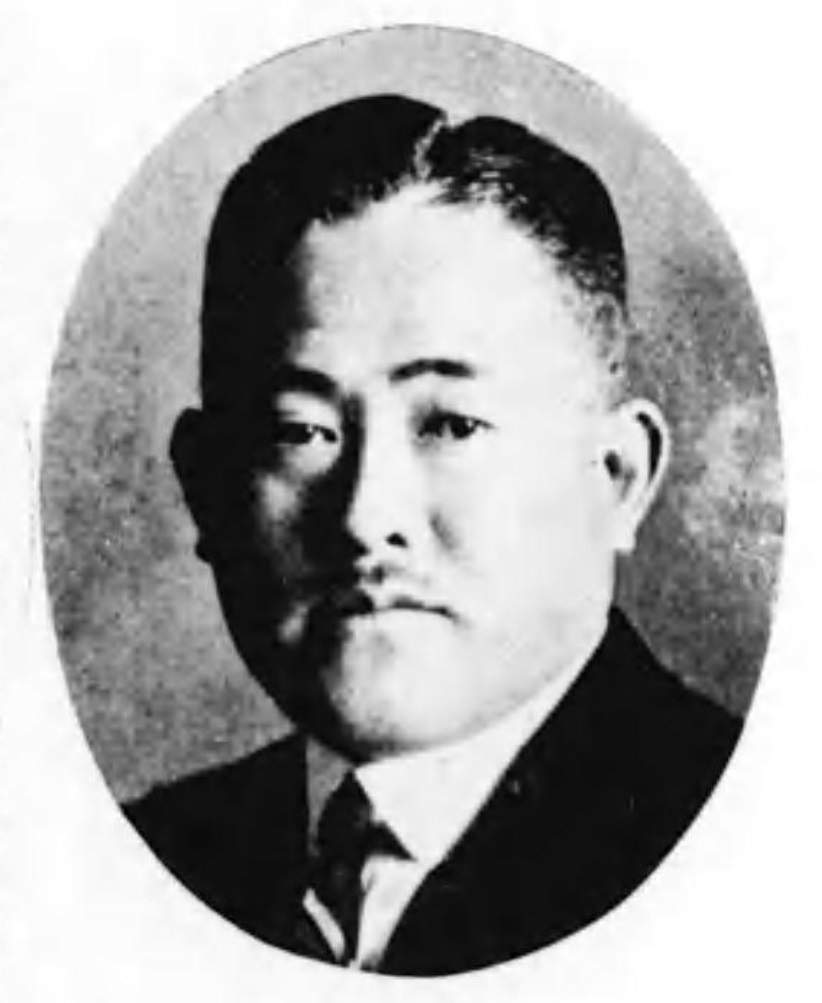
加藤勝太郎

### 竣工

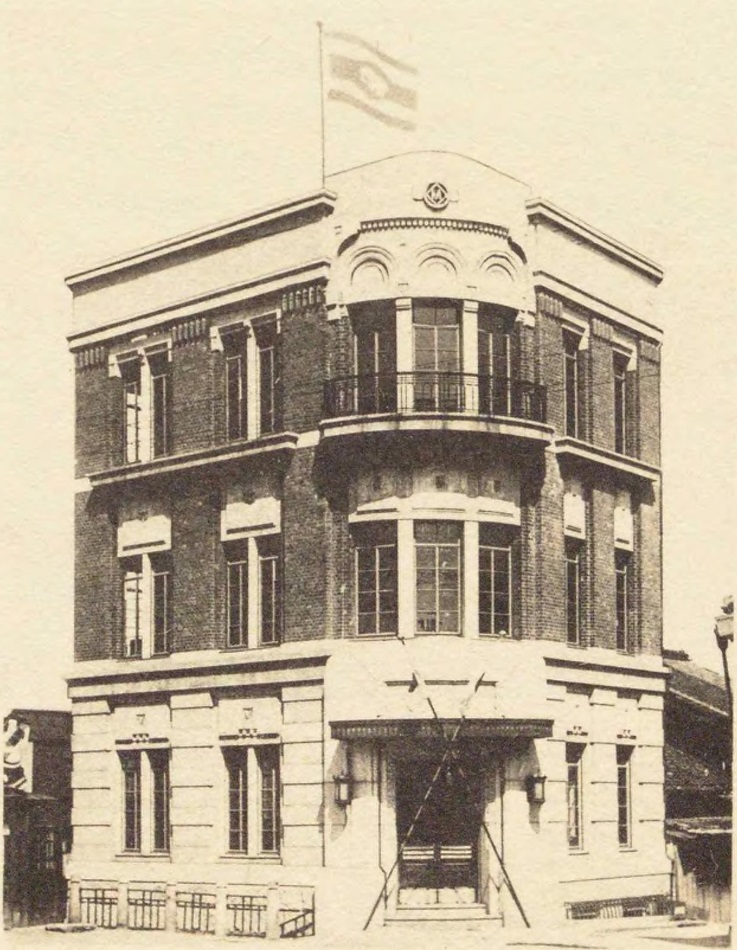
1935年の加藤商会本社

1931年（昭和6年）には加藤商会の社屋が鉄筋コンクリート造のビルに建て変えられた。1935年（昭和10年）、ビルの所有者であった加藤勝太郎がシャム国より名誉領事に任命された事から、1945年（昭和20年）まで領事館が置かれた。

### 戦後
1953年（昭和28年）に加藤勝太郎が死去すると、1957年（昭和32年）には加藤家から加藤商会にビルが売却された。1967年（昭和42年）12月には加藤商会から中埜産業（ミツカングループの資産管理会社）に売却され、当初は中埜産業名古屋支店として用いられたが、1971年（昭和46年）には倉庫として使われるようになった。
1982年（昭和57年）から1990年代にかけて、ビル全体が巨大な看板で覆われて広告塔となり、外観がまったく見えない状態が長く続いた。1994年（平成6年）には株式会社加藤商会が解散した。建物の保存や活用に向けた機運が高まったことで、2000年（平成12年）2月には中埜産業から名古屋市に建物が寄贈された。2001年（平成13年）4月24日、国の登録有形文化財に登録された。
市民アンケートなどの結果に基づき、名古屋市は飲食テナントを入れた活用を計画した。2003年（平成15年）9月から総事業費約2億6000万円で修復改修工事が行われた。工事の設計は名古屋市住宅都市局営繕部と東畑建築事務所である。名古屋市は2005年（平成17年）3月の愛知万博開幕に合わせたオープンを計画し、建築史家の瀬口哲夫（名古屋市立大学大学院教授）を委員長とするテナント選定委員会を設置して食品メーカーのヤマモリ株式会社を選定した。
2005年（平成17年）1月には1階から3階にタイ料理店「サイアムガーデン」が開店し、地下1階には市民向けギャラリーが設置された。

## 建築
堀川に架かる納屋橋の北東角に位置している。交差点に面する東南角にアールを設けて正面玄関を配している。堀川に面している建物西側は東側よりも低く、地下1階部分を含めて4階建に見せている。地下1階にも扉が付いており、堀川を遡ってきた船を岸壁に付けて積み荷の出し入れができるようになっていた。
各フロアの床面積は75m2程度と小規模である。1階から3階までは事務所として使用されていたが、玄関に大理石が用いられていたり、2階や3階の天井や壁にはレリーフが施されているなど、内部の意匠にも特色がある。ワンフロアあたりの面積が狭く、エレベーターが存在しないなど、飲食店の店舗としては不都合な面も多い。
煉瓦調のタイル、テラコッタの柱頭装飾など、外壁には大正期の意匠が用いられている。2003年（平成15年）以後の改修の際、開口部上部に組み込まれた金属製シャッターは隠されて全体の調和に配慮された。かつて、通りを挟んで東側の向かいには煉瓦造のビルがあり、旧加藤商会ビルとともに昭和初期の納屋橋の景観を伝える建物とされていた。

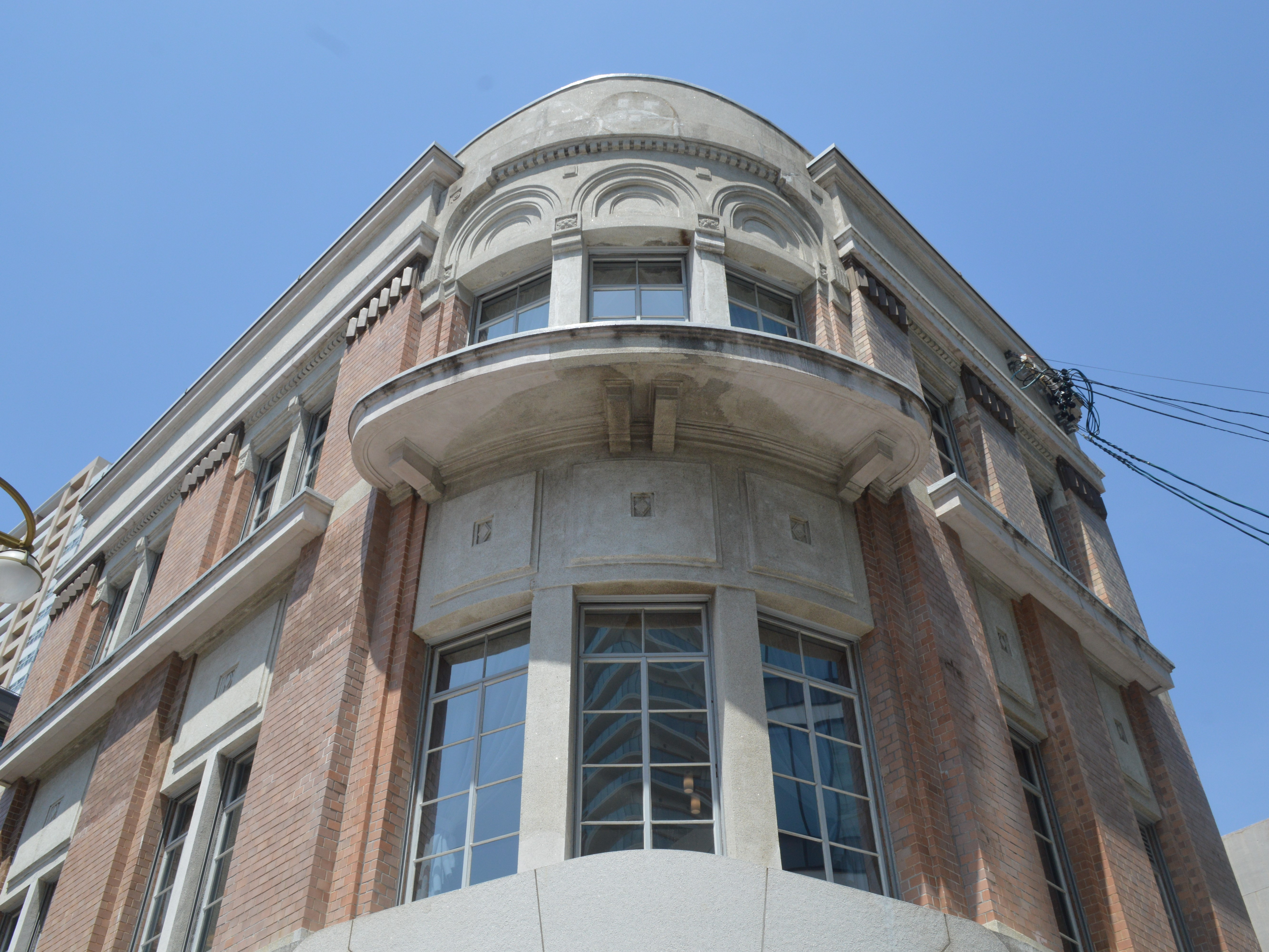
アールが設けられた東南角
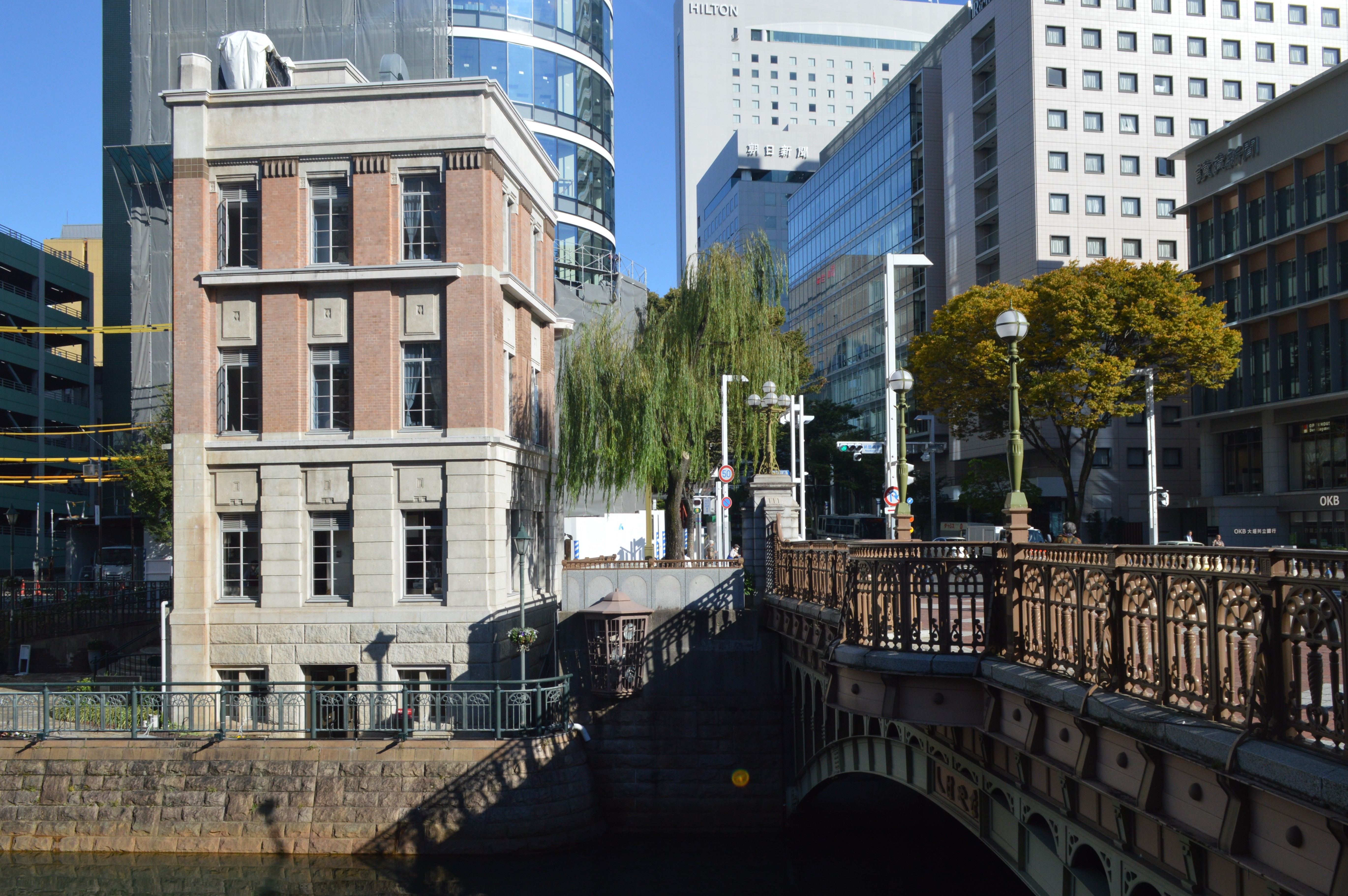
堀川に架かる納屋橋と建物西側
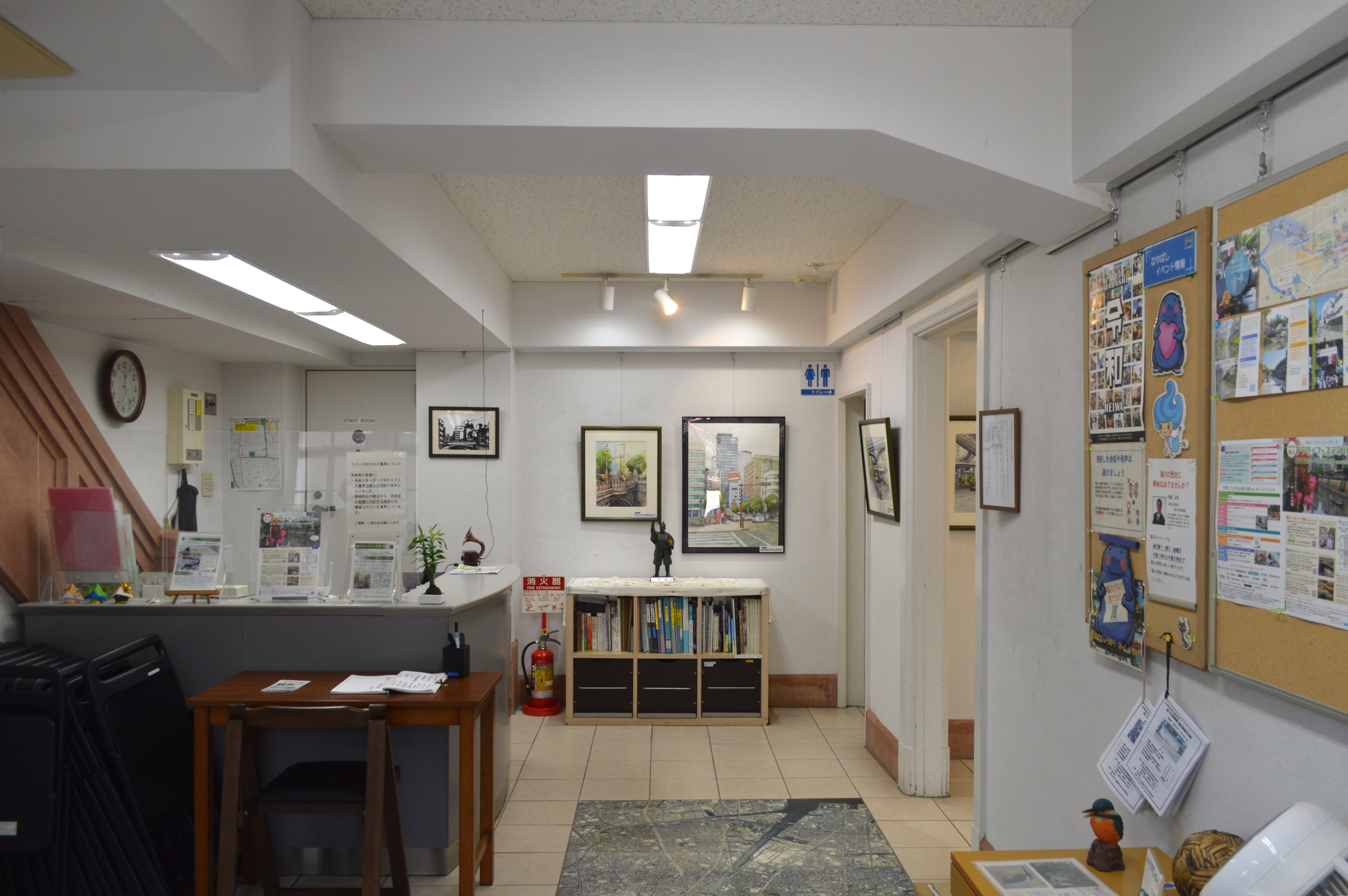
地下の堀川ギャラリー
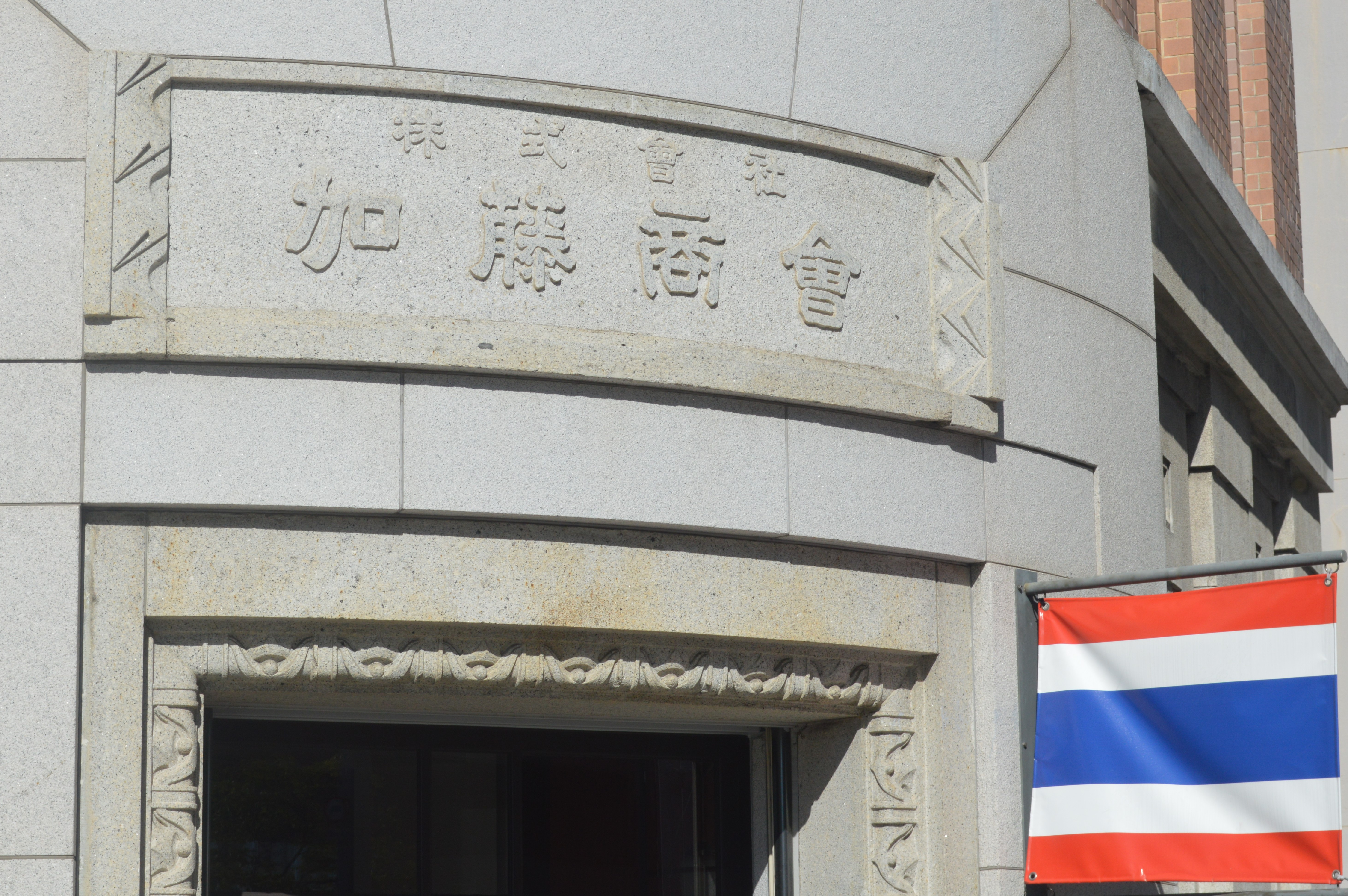
加藤商会の社号
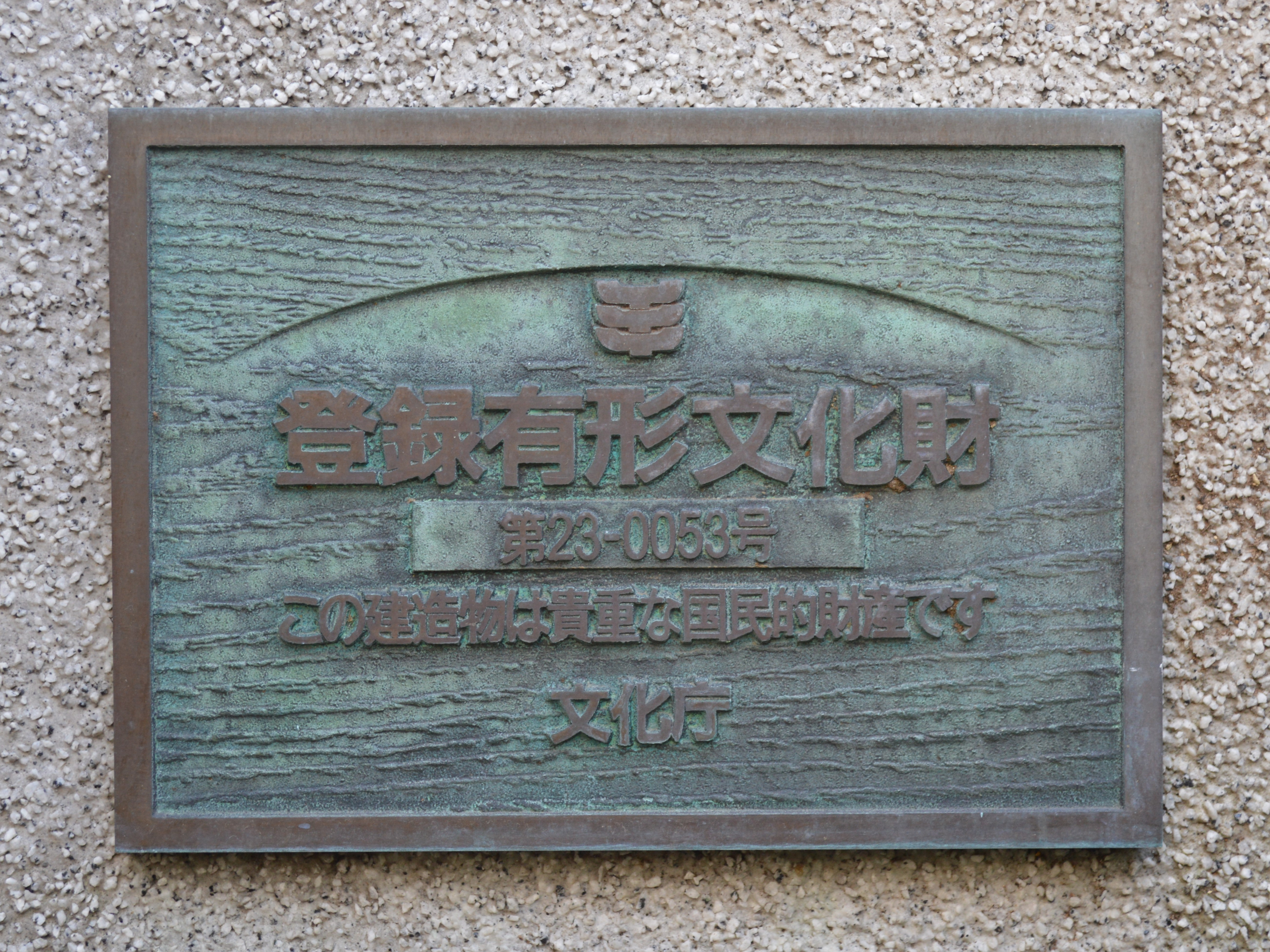
登録有形文化財プレート

## サイアムガーデン

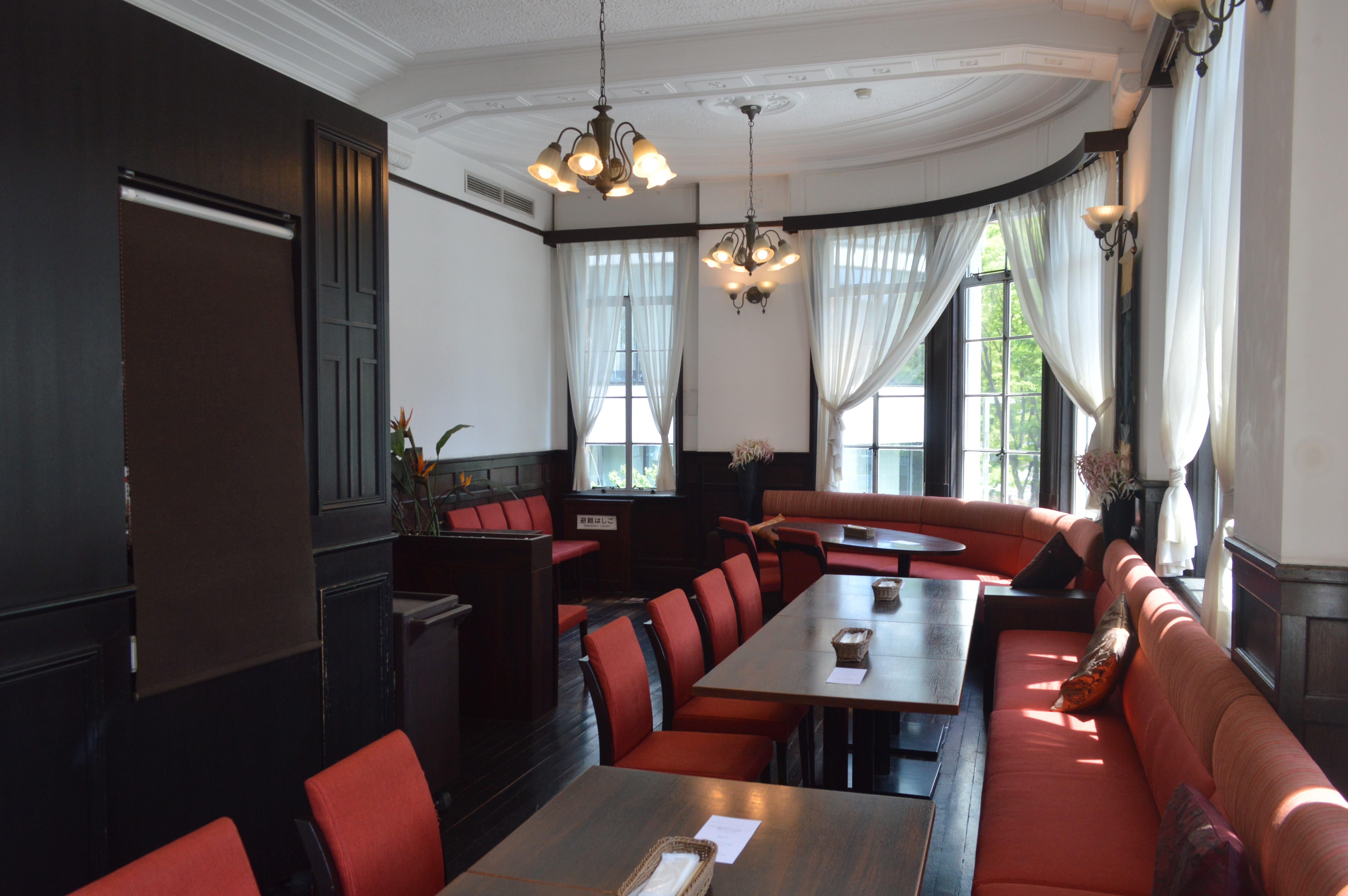
3階のテーブル席

旧加藤商会ビルの1階から3階では、食品メーカーのヤマモリ株式会社によってタイ料理店のサイアムガーデンが営業している。1988年（昭和63年）、ヤマモリは食品業界に先駆けてタイに進出し、日本国内向けの調理缶詰やタイ国内向けの日本醤油の製造を始めた。2000年（平成12年）には日本国内にタイカレーの輸入を開始し、2005年（平成17年）にはヤマモリが主体となった実行委員会によって「タイフェスティバル in 名古屋」が開催された。
サイアムガーデン以前には飲食店の経営に参入したことはなかったが、社長自ら行った「旧シャム領事館であったこの建物をおいて、他で飲食店を経営することは考えられない」という力強いプレゼンが評価されて旧加藤商会ビルのテナントとなった。タイの著名な料理研究家にレシピの監修を依頼し、タイの高級ホテルで勤務経験がある料理人を料理長に招いた。

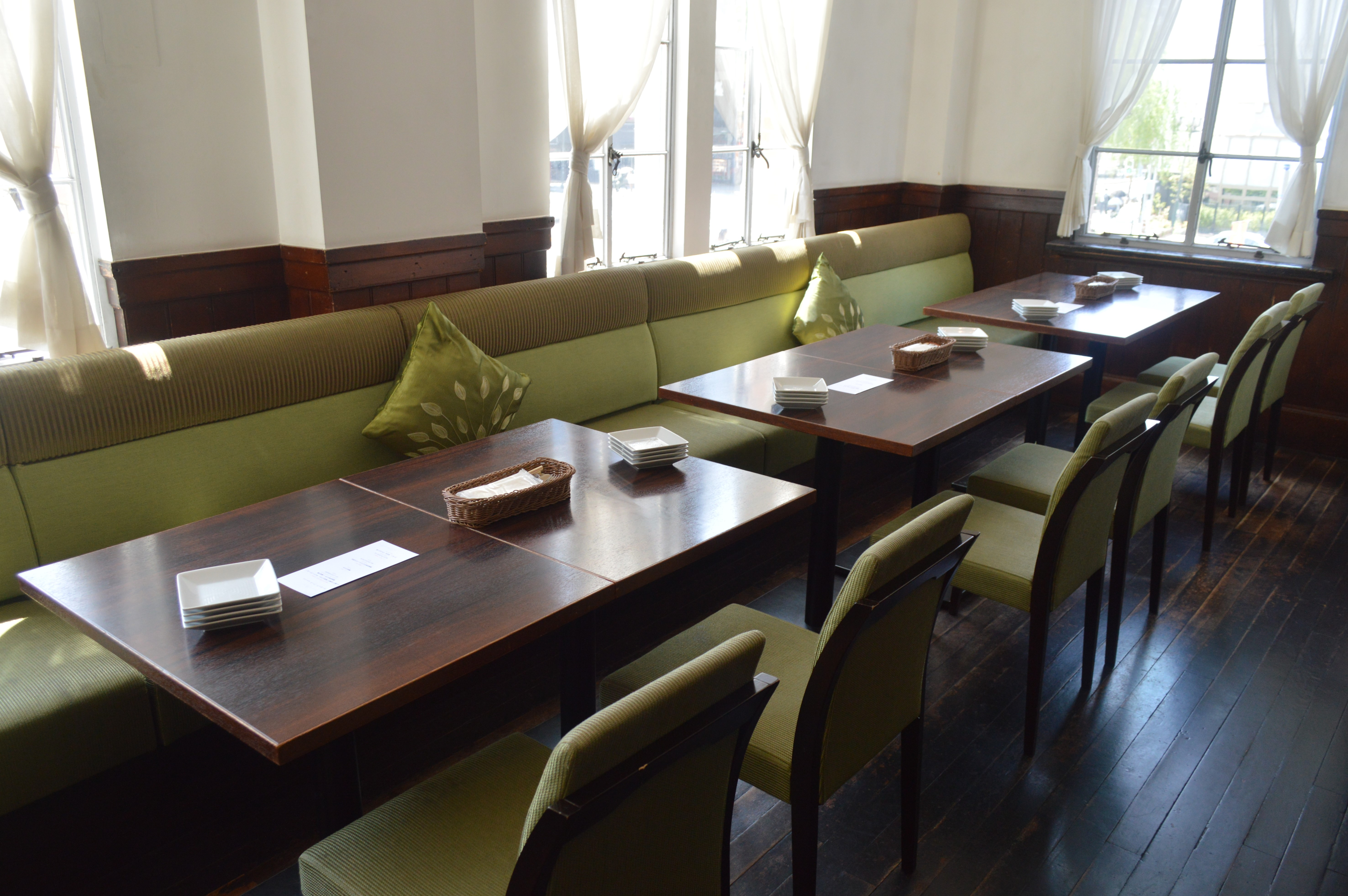
2階のテーブル席
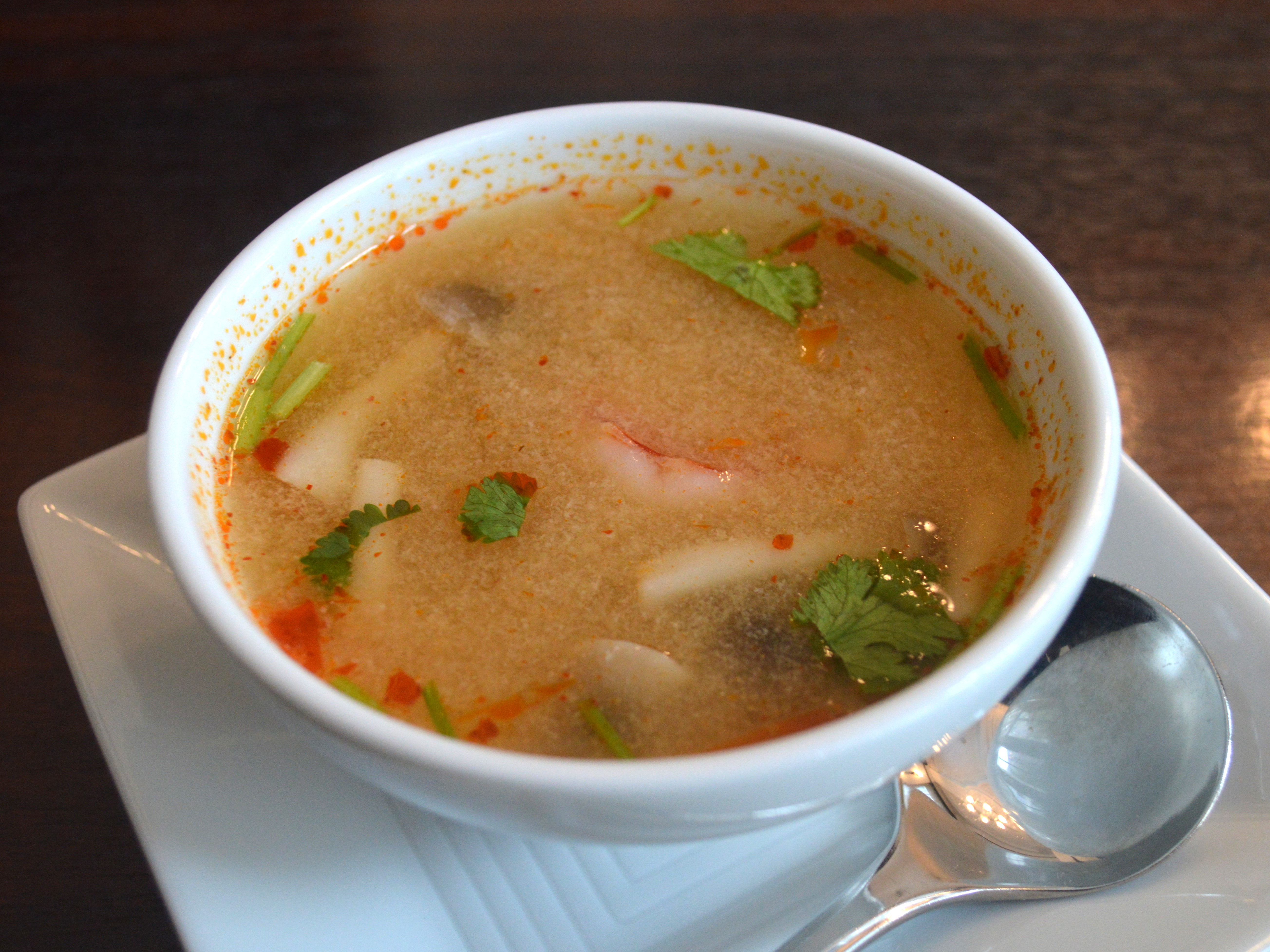
トムヤムクン
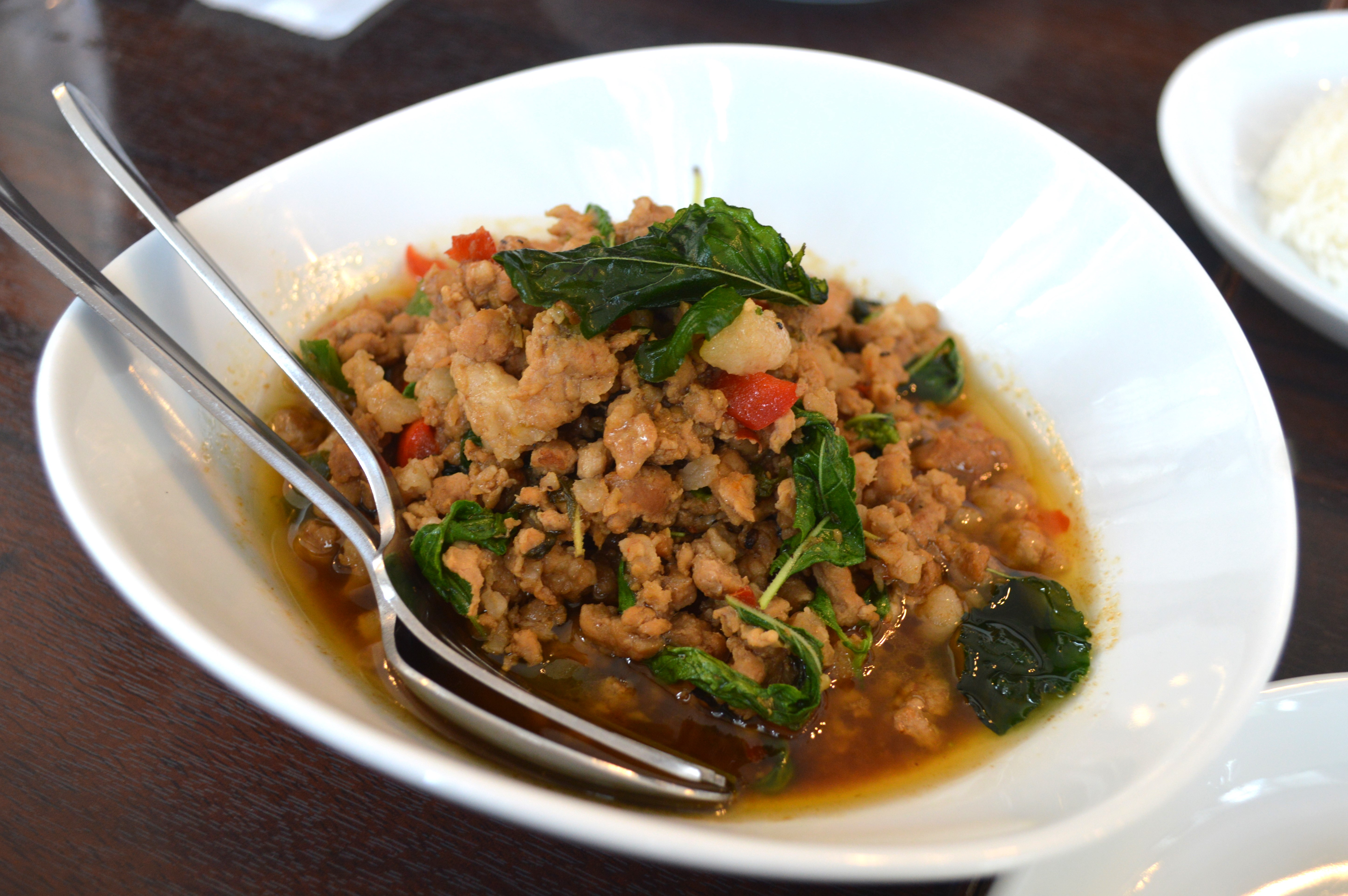
豚挽き肉のスパイシーバジル炒め
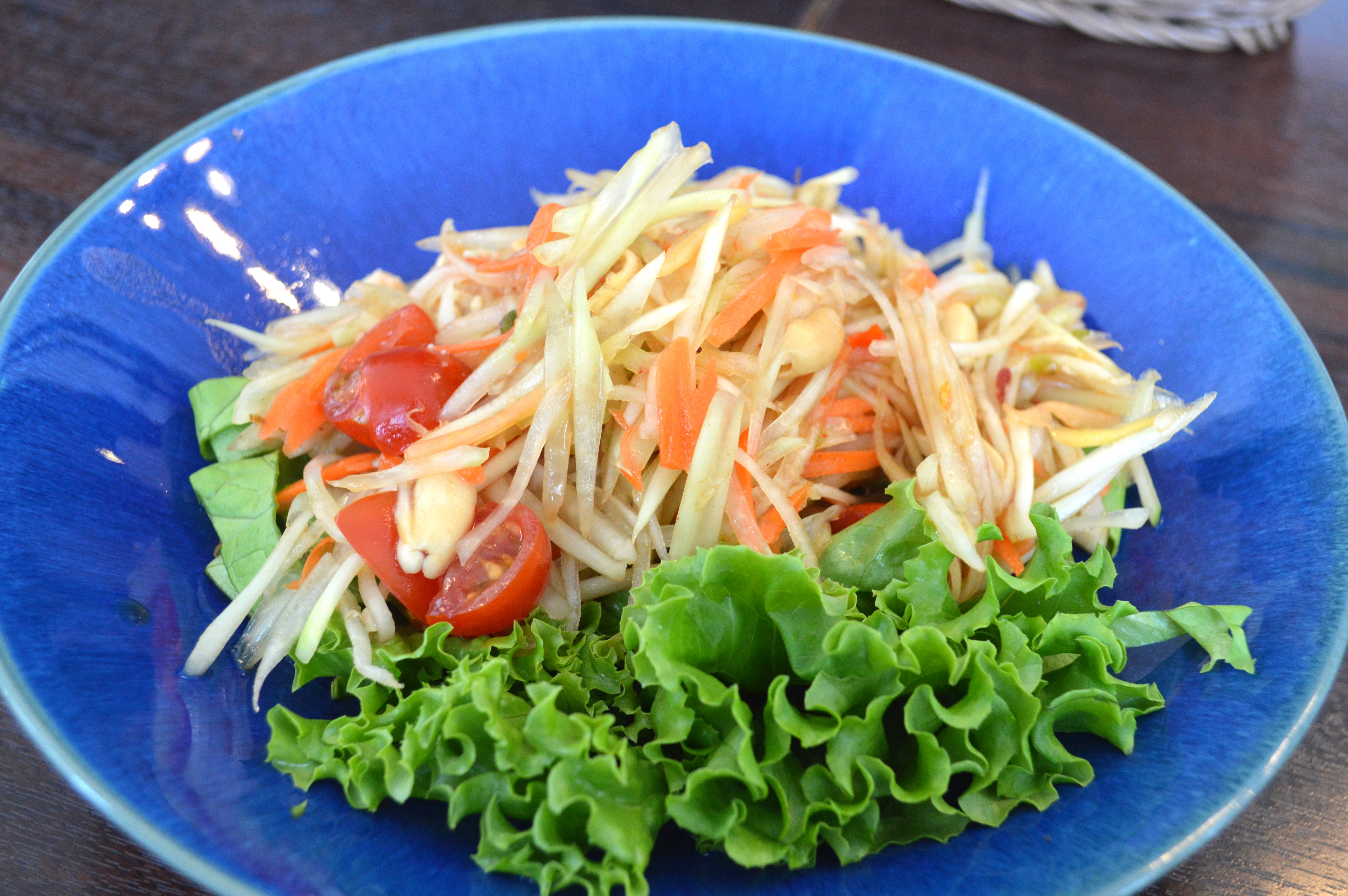
グリーンパパイヤのサラダ
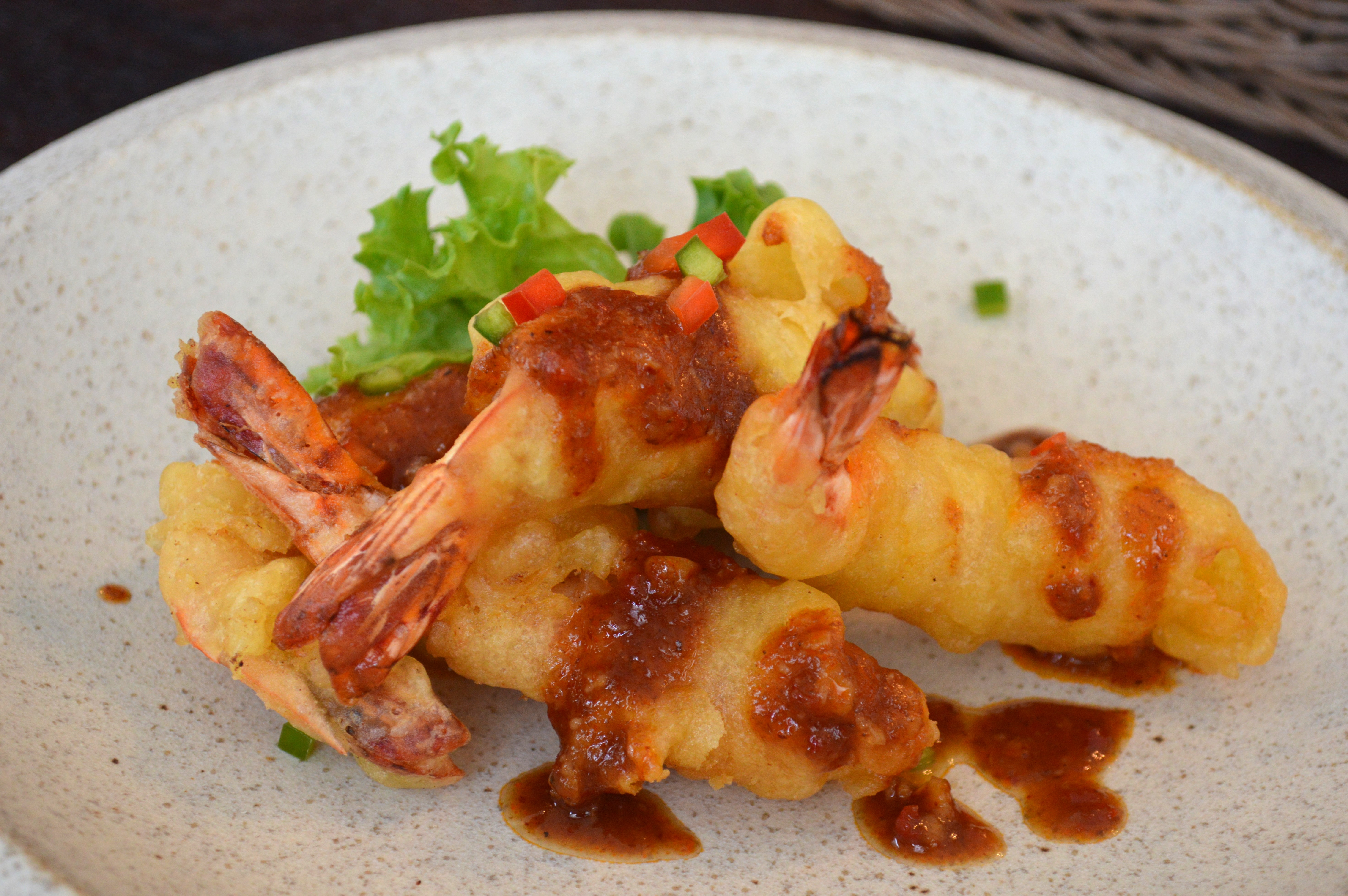
海老のフライ
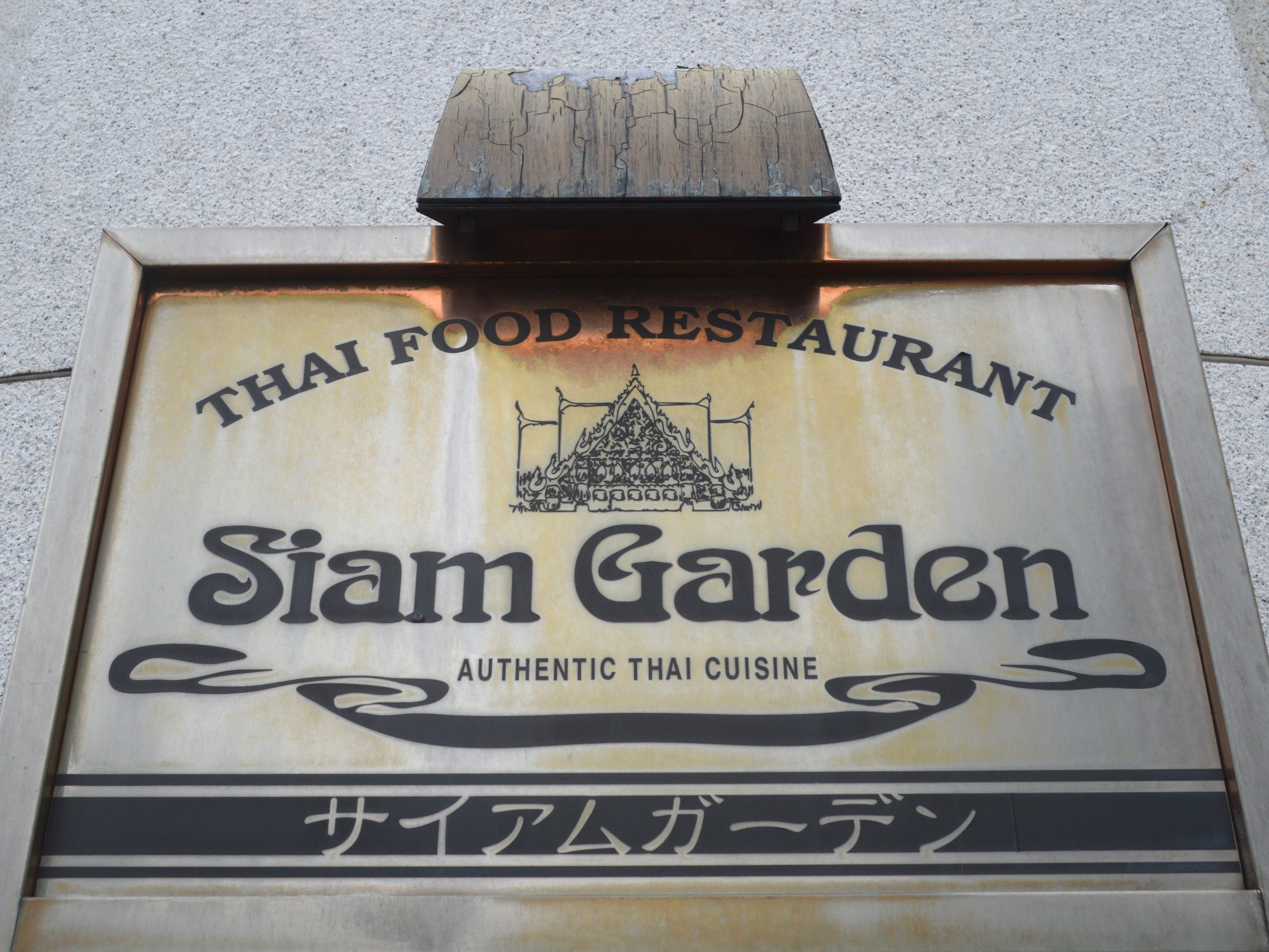
看板